# Four Year Strong
Four Year Strong es una banda estadounidense de hardcore melódico y Easycore, proveniente de Worcester, Massachusetts, se formó en 2001. El grupo está formado por los vocalistas y guitarristas Dan O'Connor y Alan Day, el bajista Joe Weiss y el baterista Jackson Massucco.
Han publicado cinco álbumes de estudio con el último, Four Year Strong. Lanzado en 2015

## Historia

### Formación y It’s Our Time (2005-2006)
Dan O'Connor, Alan Day y Jake Massucco asistieron a la Doherty Memorial High School en Worcester, Massachusetts, y en algún momento terminaron reuniéndose a través de la introducción de amigos comunes. La banda fue llamada originalmente A Four Year Strong. Después de la salida del bajista original Ardie Petsas, la banda conoció a Joe Weiss, a la larga lo invitaron a llenar el puesto de bajista de la banda.
Algunas canciones de Four Year Strong no utilizaban Teclados o Sintetizadores, pero los instrumentos se incorporaron finalmente. La banda pasó por muchos tecladistas, reclutando finalmente a Josh Lyford en el 2006.
El álbum de debut, It’s Our Time fue lanzado el 29 de enero de 2005.

## Miembros

### Miembros actuales
- Dan O'Connor - cantante, guitarra (desde 2001)
- Alan Day - cantante, guitarra (desde 2001)
- Joe Weiss - bajo (desde 2004)
- Jackson "Jake" Massucco - batería (desde 2001)

### Antiguos miembros
- Josh Lyford - teclados, sintetizadores, programación, piano, electrónica (2006-2011)
- Teddy Petsas - voz
- Ardie Petsas - bajo
- Bryan Gregoire - voz
- John Dagnello - guitarra
- Eric Stone - sintetizador
- Tim Savas - sintetizador
- Chris Curran - sintetizador

## Discografía
Four Year Strong, aunque más ampliamente conocido por la música hecha a partir del año 2004 en adelante, tiene varias versiones (que se remonta hasta 2002) en su catálogo. Rise or Die Trying marcas de su debut en un sello. Además de estos registros, Four Year Strong también son conocidos por fugas de pre-álbum de material propio, ya sea como una "canción secreta" o de demostración nuevo álbum. Sus comunicados son como sigue:

### Full lengths
| Date of release          | Title                                          | Label                     | Billboard 200 peak |
| ------------------------ | ---------------------------------------------- | ------------------------- | ------------------ |
| Enero de 2005            | It's Our Time                                  | Open Your Eyes Records    | -                  |
| 18 de septiembre de 2007 | Rise or Die Trying                             | I Surrender Records       | -                  |
| 9 de marzo de 2010       | Enemy of the World                             | Decaydance/Motown Records | 47                 |
| 8 de noviembre de 2011   | In Some Way, Shape, or Form                    | Decaydance/Motown Records | 88                 |
| 2 de junio de 2015       | Four Year Strong                               | Pure Noise Records        | 77                 |
| 8 de septiembre de 2017  | Some of you will like this / Some of you won't | Pure Noise Records        | -                  |

### Cover albums
| Date of release     | Title           | Label                  | Billboard 200 peak |
| ------------------- | --------------- | ---------------------- | ------------------ |
| 21 de julio de 2009 | Explains It All | Decaydance/I Surrender | 115                |

### Demos/extended plays
| Date of release         | Title                                              |
| ----------------------- | -------------------------------------------------- |
| 22 de noviembre de 2002 | All the Lonely Girls                               |
| 2003                    | The Glory                                          |
| 2004                    | 3-Track Demo                                       |
| 2005                    | 5-Track Demo                                       |
| 2006                    | Rise or Die Trying (Unmixed)                       |
| 9 de marzo de 2010      | It's Not the Size of the 7"... It's How You Use It |
| octubre de 2011         | AP Tour Fall 2011 7"                               |

### Sencillos
| Title                                                  | Date of release         |
| ------------------------------------------------------ | ----------------------- |
| "It Must Really Suck to Be Four Year Strong Right Now" | 21 de diciembre de 2009 |
| "Wasting Time (Eternal Summer)"                        | 9 de febrero de 2010    |
| "Falling On You"                                       | 8 de septiembre de 2011 |

### Music videos
| Title                                                  | Date of release |
| ------------------------------------------------------ | --------------- |
| "Heroes Get Remembered, Legends Never Die"             | 2007            |
| "Bada Bing! Wit' a Pipe!"                              | 2008            |
| "It Must Really Suck to be Four Year Strong Right Now" | 2010            |
| "Tonight We Feel Alive (On a Saturday)"                | 2010            |
| "Stuck in the Middle"                                  | 2011            |
| "Just Drive"                                           | 2011            |

### Compilations
- Punk the Clock Vol. III: Property of a Gentleman
  - "Heroes Get Remembered, Legends Never Die (Alternative Version)
- Take Action! Vol. 7
  - "Heroes Get Remembered Legends Never Die" (Music video).
- The Sounds of Summer Sampler Vol. 2
  - "Bada Bing! Wit' a Pipe!".
- Warped Tour 2008 Tour Compilation
  - "Bada Bing! Wit' a Pipe!"
- A Tribute to Blink 182: Pacific Ridge Records Heroes of Pop-Punk
  - "Dumpweed" (Blink-182 cover)
- Punk Goes Pop 2
  - "Love Song" (Sara Bareilles cover)